# Vasaorden (kungaslup)
Vasaorden är en svensk kungaslup byggd 1923 som en salsslup. Den nuvarande slupen är en exakt kopia av den ursprungliga Vasaorden, som ritades 1774 av skeppsbyggaren Fredrik Henrik af Chapman för Gustav III, och som totalförstördes i en storbrand på Galärvarvet 1921.

## Historik

### Vasaorden (1774)

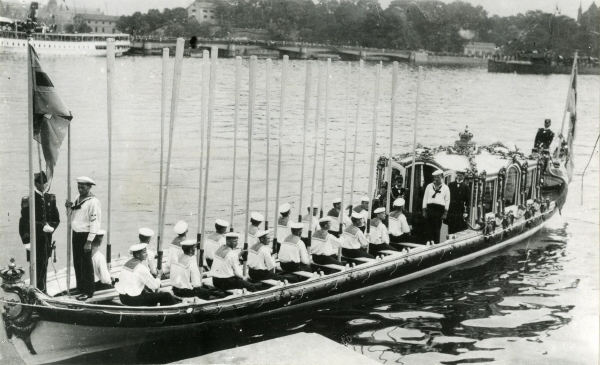
Den ursprungliga Vasaorden byggd 1774, här före branden 1921.

Profil av kungaslupen Vasaorden och plan av taket till salen. Originalritning i tusch, färglagd.

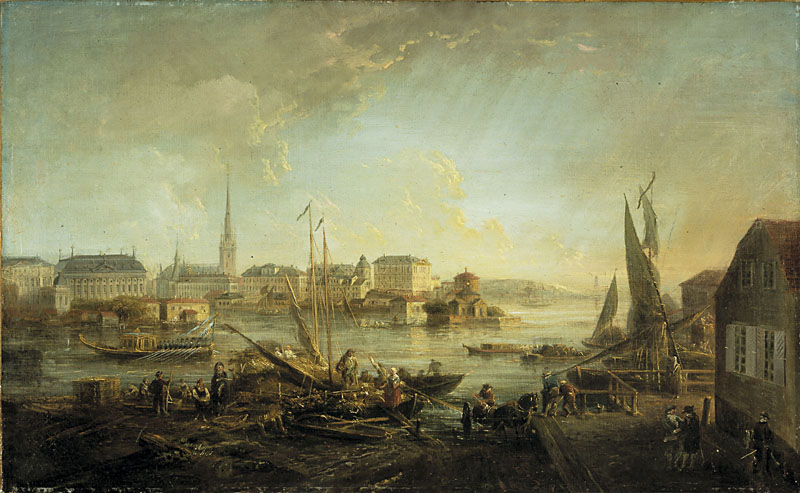
Utsikt från Rödbodtorget mot Gamla stan och Riddarholmen med Wasaorden till vänster.
Målning av Elias Martin 1782.

I Stockholm var det under 1700-talet vanligt att välbärgade familjer ägde roddslupar. Stadens omliggande vatten och närhet till skärgården medgav trevliga utflykter. Av de slupar som användes för ändamålet var en del försedda med sal; hovets slupar var de mest representativa med sin utsmyckning. De två dåvarande kungaslupar som ägdes av hovet var Tre kronor samt Sveriges vapen. Kung Gustav III var vid ett flertal tillfällen på besök vid olika hov i Europa varvid han beskådade slupar och gondoler som var magnifika i sin utsmyckning. Kungen ansåg inte att hovets slupar var tillräckligt representativa för det planerade mottagandet av den blivande svägerskan, hertig Karls 15-åriga brud Hedvig Elisabet Charlotta av Holstein-Gottorp.
Gustav III lät genom chefen för galärflottan, samt högsta styrelseman för Kungliga hovjaktvarvet konteramiral Johan Nordenanckar beställa en ny slup för hovet. Slupen ritades av Fredrik Henrik af Chapman som även ledde övervakningen av bygget. Slupen erhöll samma mått, betingelser och antal åror som de båda äldre salssluparna. Inredning och utsmyckning blev dock mer dekorativ. Med en rekvisition på 15 000 riksdaler i förskott påbörjades bygget av slupen i kravellbyggd ek samt även inredning och samtligt bildhuggeri i samma material. Bordläggningens ut- och insida samt salsbyggnaden är målad i vitt och endast den övre bordgången är i betsad och fernissad ek. Förstäven har en rikt ornamenterad sköld med tre kronor på en blå botten. Över skölden finns en förgylld krona, även övrigt bildhuggeri och sudband är förgyllda.
Akterkastellet ovan akterspegeln har en sköld med Gustav III:s namnchiffer i guld på blå botten. Vid bordläggningens sidor invändigt i aktern samt på rodret utfördes allegoriska målningar i guld på blå botten. Bildhuggerier utfördes till stor del av Johan Törnström. Slupen var utrustad med två fällbara master för latinsegel för segling i gynnsam vind. Främre delen av slupen har tofter för 18 roddare samt i mitten en kobrygga. En gösstake pryder stäven med en kunglig flagga i toppen. 
Salen är rikt dekorerad med sköldar och girlander. Takets yttre är krönt av en stor förgylld krona. Salen och dess dörrar har tio facettslipade fönster varvid sex är öppningsbara. Invändigt är salen dekorativt utsmyckad med förgyllda alagreker. I taket finns en oljemålning på duk med tre kronor på himmelsblå botten. Utefter salens långsidor finns soffor i gustaviansk stil klädda i vacker blå damast med plats för tio personer. Salen rymmer ett mindre bord för traktering samt två fällstolar vid bordets kortsidor. Kostnaden för byggandet och utsmyckningen blev 27 000 riksdaler.
Vasaorden fick senare samma år sitt namn efter den av Gustaf III nyligen instiftade utmärkelsen Vasaorden. Slupen erhöll ritningar i efterhand 1775, dessa utfördes av skeppsbyggmästaren Joachim Neuendorff. Vid sjösättningen närvarade Gustav III med sin syster Sofia Albertina, drottningen samt änkedrottningen. Elis Schröderheim närvarade samt skalden Carl Michael Bellman; den efterföljande festen pågick hela natten. Premiärturen gick den 7 juni 1774 från Nyckelviken till Logårdstrappan med Hedvig Elisabeth Charlotta ombord. Turen finns avbildad i en målning av Pehr Hilleström. Ceremonin planerades äga rum i juli 1774 och hertiginnan skulle ankomma till staden sjövägen.
Den 13 juli 1897 var Thailands kung Chulalongkorn på statsbesök hos Oscar II. Ceremonin involverade bland annat att Vasaorden anlade vid Logårdstrappan. Då spelades Konungens af Siam landstigning vid Logårdstrappan in. Den en minut långa upptagningen räknas som den första svenska filmen.
Vid branden på Galärvarvet den 5 augusti 1921 ödelades slupen Vasaorden totalt förutom delar av inredning samt åror och rorkult som förvarades på Skeppsholmen. Beslag som återfanns på brandplatsen togs tillvara.

### Vasaorden (1923)

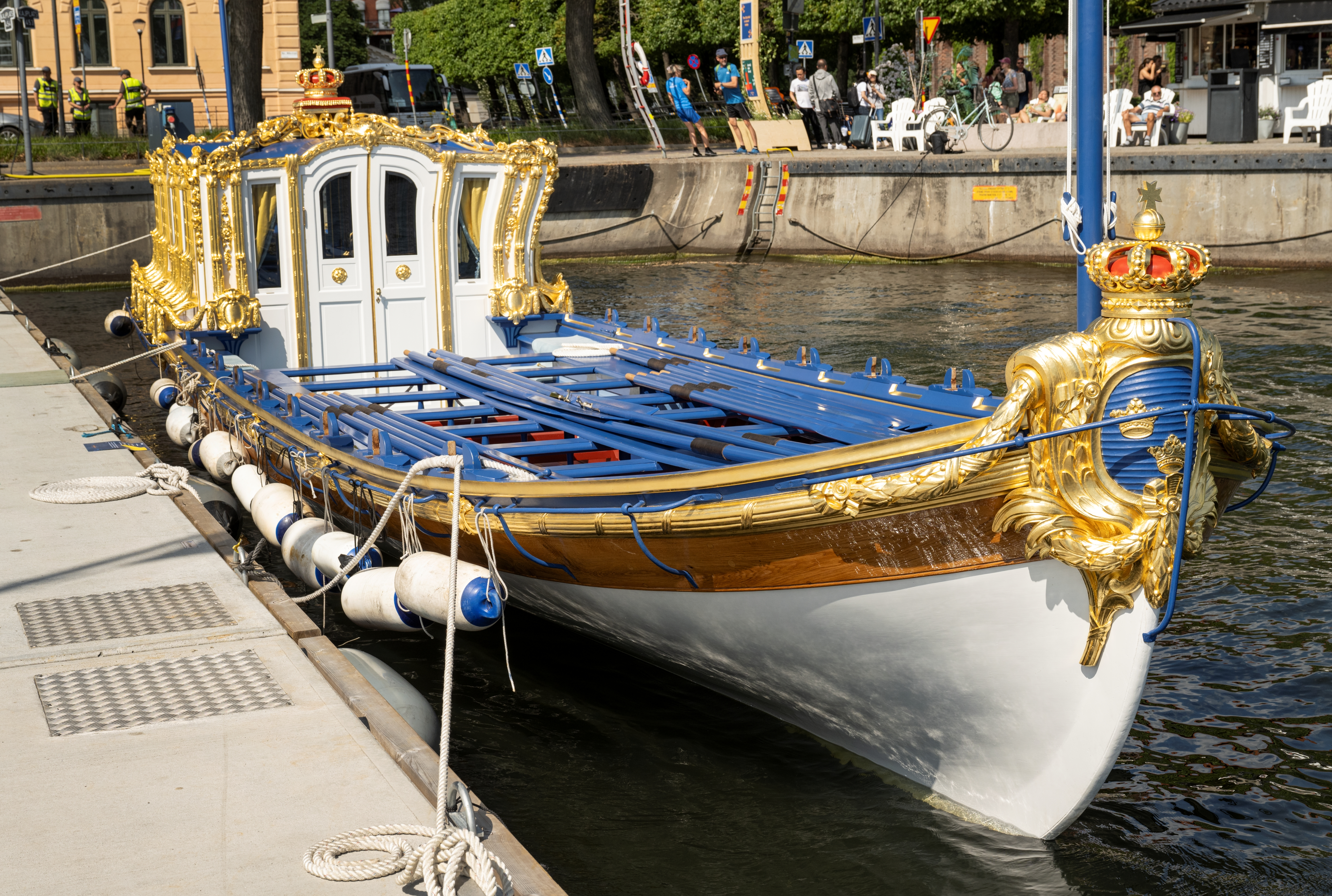
Den nya Vasaorden byggd 1923.

Genom en landsomfattande insamling igångsatt av Dan Broström samt några högre officerare i flottan insamlades 40 000 kronor, givare kan nämnas bland Vasariddare och flottans befälspersonal. Vid början 1922 inlämnade Broström och amiralerna Wilhelm Dyrssen, Carl August Ehrensvärd, Henning von Krusenstierna samt kommendör Stig H:son Ericson en skrivelse att på Flottans varv i Stockholm låta bygga en trogen kopia av kungaslupen efter Chapmans originalritningar. Fotografier med mera fanns tillgängliga samt delar av inredning och de ur askan framletade beslagen.
Förberedelserna inför byggandet startade den 15 juni och kölresningen uppsattes den 24 juli. Virket, i huvudsak ek, donerades av grosshandlare Tobiesson och införskaffades från olika orter i landet, bland annat från Visingsö. Under byggandets framskridande blev man tvungen att göra uppehåll på sammanlagt 125 dagar på grund av virkesbrist.  Volymen virke utgjorde sammanlagt 25 kubikmeter, varav tio avsågs att användas till bordläggningen och bestod av kvistfri ek. Svårigheten var att erhålla den mängd krumvirke för spant och stävar i tillräcklig omfattning och dimensioner samt för den översta bordgången som har en bred av cirka 40 cm.
Det uppstod tidsnöd mot slutet av byggandet på grund av de tidigare uppehållen samt med det byggtekniska utförande enligt 1700-tals metoder för att efterlikna den äldre slupen. Ragnar Hjorth ritade förebilder och hade överinseende över bildhuggararbetet som utfördes under ledning av bildhuggare Thorsten Sigstedt.  En del beslag samt mattor och annan lös inredning som ej blivit lågornas rov återanvändes, de tidigare tunga årorna i gran ersattes av smäckrare lättare åror i ask. En anpassning på skölden i aktern utfördes genom att den romerska siffran III togs bort från Gustav III:s namnchiffer, och G:et gjordes likt Gustav V:s.
Den nya slupen nyttjades första gången av Gustaf V vid invigningen av Stockholms stadshus midsommarafton 1923.

### Tillfällen

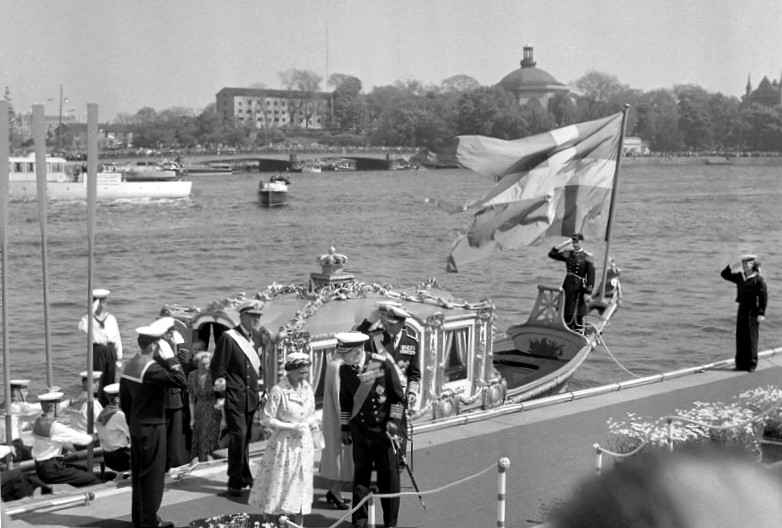
Storbritanniens drottning Elizabeth II med sin gemål prins Philip har anlänt med Vasaslupen från HMY Britannia till Logårdstrappan där de välkomnades av kung Gustaf VI Adolf och drottning Louise vid statsbesöket år 1956.

Vasaorden har bland annat använts vid följande tillfällen:
- 1923 – Invigningen av Stockholms stadshus[3]
- 1956 – Statsbesöket av Drottning Elizabeth II av Storbritannien med fartyget HMY Britannia
- 1976 – Bröllopet mellan Carl XVI Gustaf och Silvia Sommerlath[4]
- 1983 – Statsbesöket av Drottning Elizabeth II av Storbritannien med fartyget HMY Britannia
- 2000 – Japans kejsare Akihitos statsbesök
- 2010 – Bröllopet mellan kronprinsessan Victoria och Daniel Westling[5]
- 2023 – Stockholms stads middag den 22 juni för att högtidlighålla Stadshusets 100-årsjubileum. Också Vasaorden firar sitt 100-årsjubileum 2023, den användes nämligen för första gången på midsommarafton 1923, då Stadshuset invigdes av kung Gustaf V.
- 2023 – Firandet av  H.M. Konungens 50 år på tronen den 16 september 2023
- 2024 – Statsbesöket av Frederik X av Danmark och Drottning Mary den 6 maj 2024

## Beskrivning
Kungslupen Vasaorden ägs och bemannas av Försvarsmakten (marinen), och är avsedd att användas av kungahuset vid officiella ceremonier.

### Konstruktion

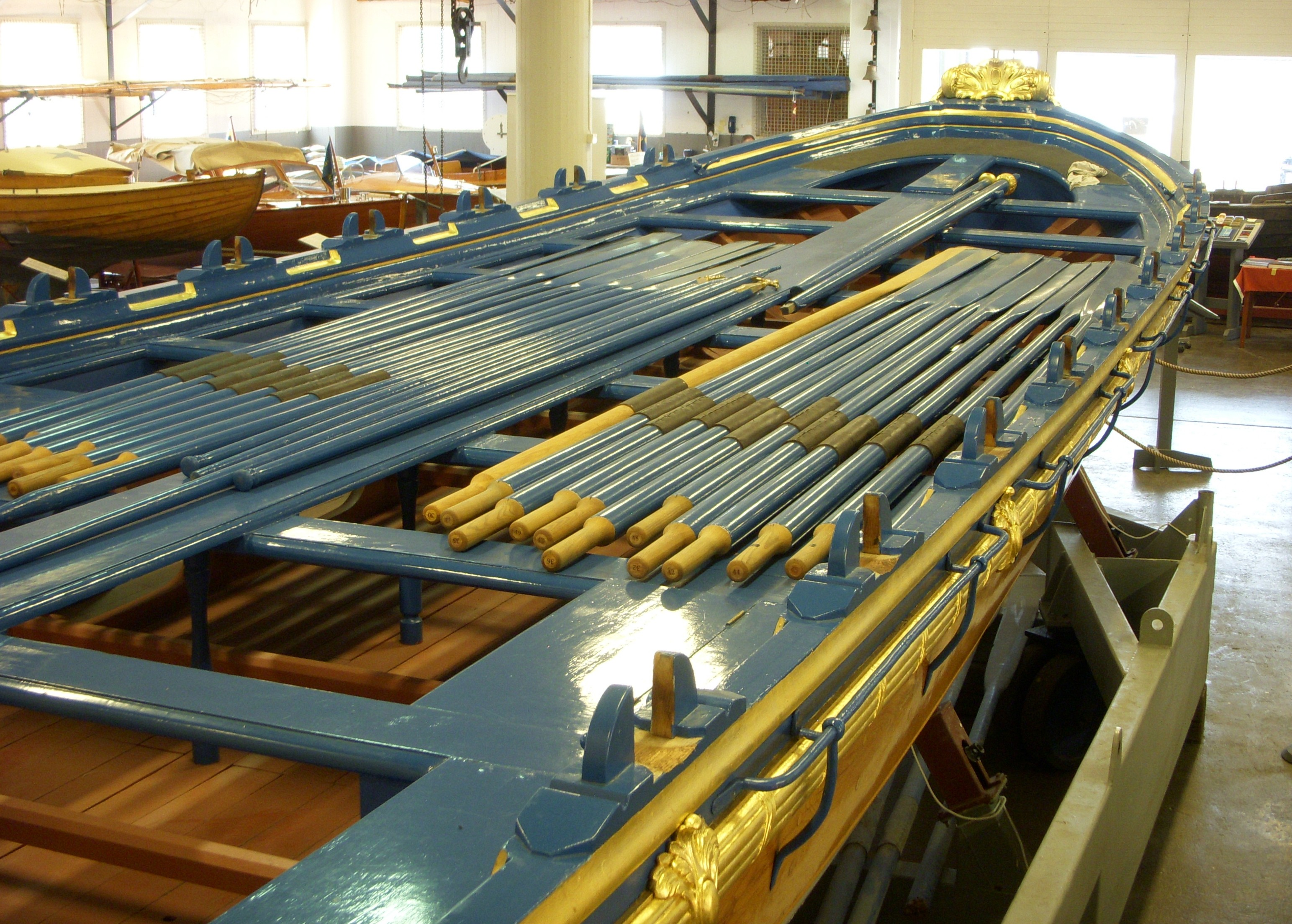
Vasaordens åror.

Skeppet är byggd på kravell med en längd av 18,6 meter, bredd av 3,2 meter och ett djupgående av 0,7 meter. Materialet är svensk ek med undantag av en del skulpturer, som är utförda av tysk ek. Den framdrives av nio par åror samt är akteröver försedd med en rymlig salong, rikt prydd med förgyllda ornament i gustaviansk stil samt krönt med kunglig krona. Även skrovets övriga delar, särskilt stävarna, är rikligt ornerade i guld, vitt och blått.

### Bemanning och framförande
Vasaorden står under befäl av en örlogskapten samt två andra officerare. Slupen framförs med 9 par åror av 18 matroser; i övrigt finns tre reservroddare varav en befinner sig ombord.
Själva slupen dras igång från brygga tills slupen är helt fri från brygga så att rodd kan påbörjas. Slupen kan framföras med tre olika roddsätt; rundrodd, örlogsrodd eller giggrodd. Skillnaden mellan de olika sätten är hur länge man vilar på årorna mellan varje årtag.
Bemanning

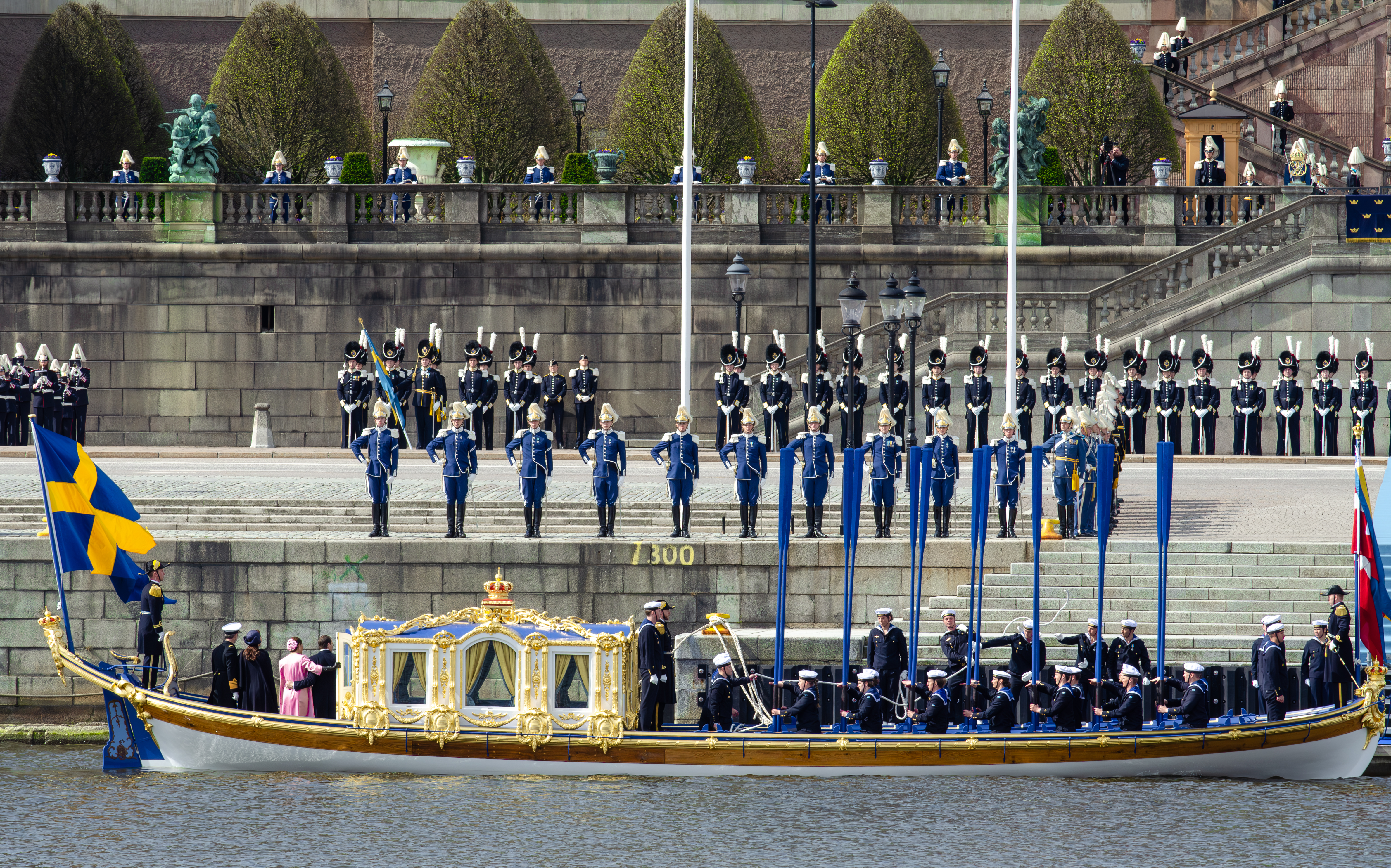
Vasaordens bemanning.

- Befälhavaren, en örlogskapten står i aktern och styr slupen via rodret, ger även order till styrmannen.
- Styrmannen, är en kapten eller löjtnant som står om babord för om salen. Styrmannen övervakar rodden och återger befälhavarens order, har även uppgiften att kasta iland tampen för att stoppa upp Vasaorden vid förtöjning.
- Officer vid kungliga flaggan, en kapten eller löjtnant, står i fören och vars uppgift det är att vid embarkering och debarkering hissa respektive hala flaggan. Kunglig flagga förs på slupen då en representant för det svenska Kungliga huset finns ombord. Den kungliga flaggan består av en tretungad svensk örlogsflagga med stora eller lilla riksvapnet, samt en kunglig vimpel.[7]
- Besättningens klädsel består av paraduniform m/1878 för officerarna och paraduniform m/1948 för roddarna.
- Fram till 1983 var roddarna kadetter, 1983 valdes roddarna ur en skara frivilliga värnpliktiga från Berga Örlogsskola.

Roddsätt

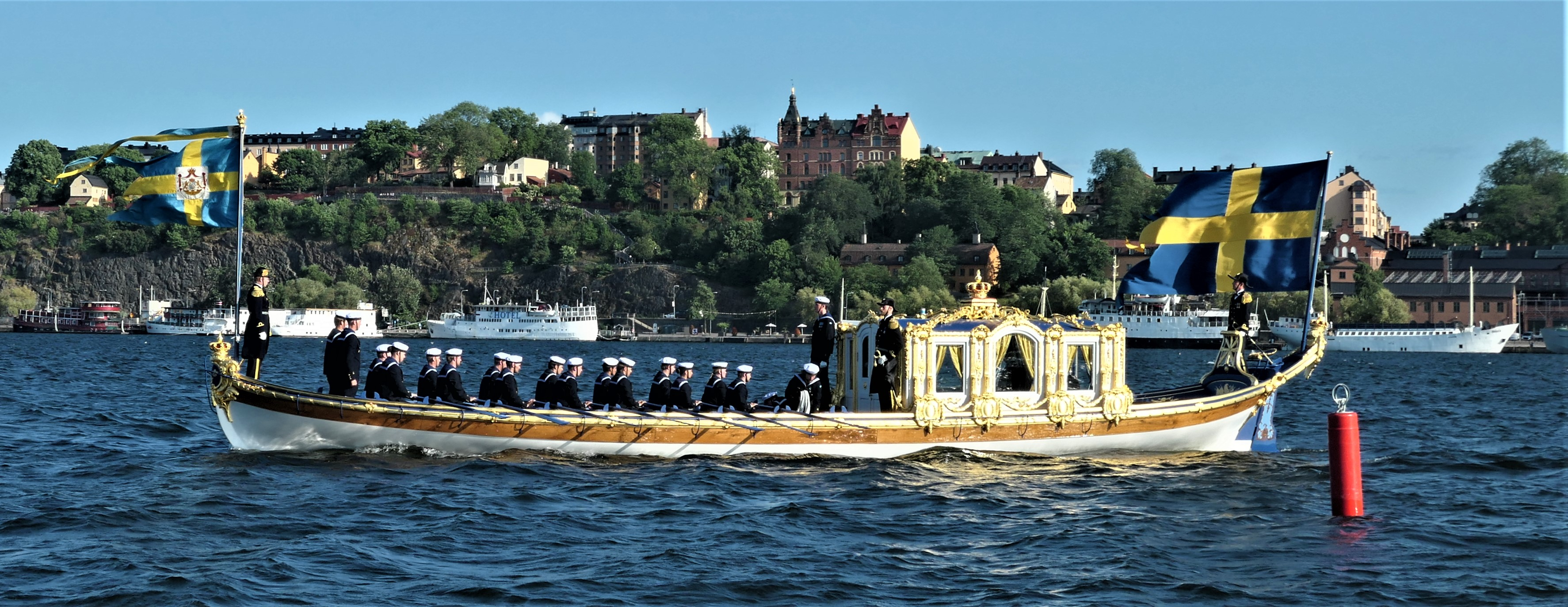
Kungaparet på väg till galamiddag i Stockholms stadshus den 22 juni 2023, med anledning av stadshusets 100-årsjubileum. Vasaorden bär stora riksvapnet.

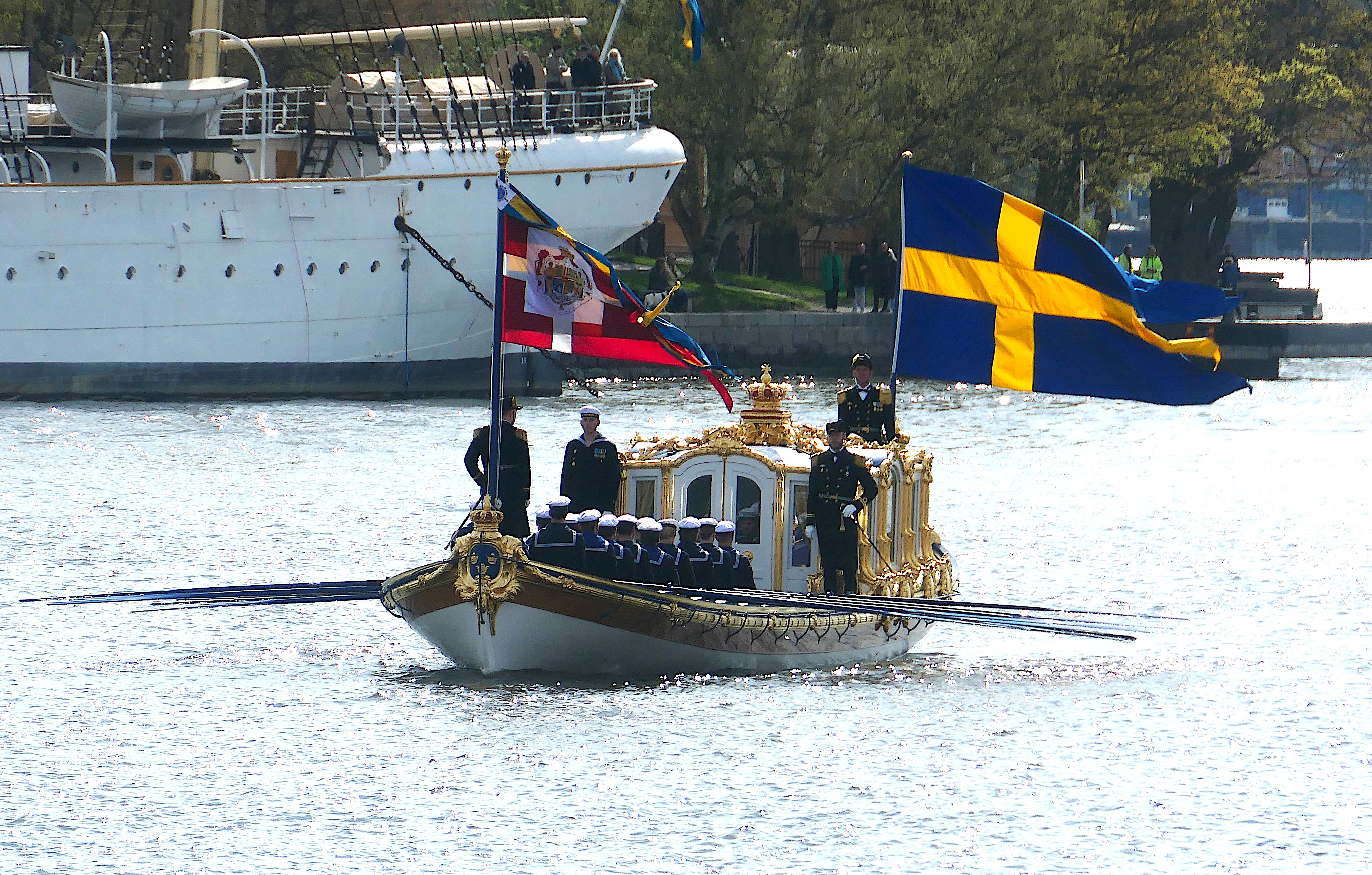
Kung Frederik X av Danmark och Drottning Mary tillsammans med Kronprinsessan Victoria och Prins Daniel ombord på Vasaorden, på väg mot Logårdskajen nedanför slottet den 6 maj 2024, i samband med Danmarks statsbesök till Sverige, på inbjudan av kung Carl XVI Gustaf.

- Rundrodd är ett kontinuerligt roddsätt
- Örlogsrodd är ett roddsätt där man vilar på årorna ca 3 sekunder mellan årtagen
- Giggrodd är ett roddsätt där man vilar på årorna ca 5 sekunder mellan årtagen

Vasaorden framförs oftast med giggrodd, eftersom det anses mest paradmässigt.

### Kommandorop
De kommandorop som befälhavaren säger upprepas av styrmannen, och utförs av besättningen. För att inleda rodd sägs följande kommandoord;
- Klar för rodd!
- Res årorna!
- Sätt igång! (vid detta kommandoord springer sjömännen på land "igång" slupen)
- Klart falla! (roddarna låter årorna falla, men utan att de vidrör vattnet)
- Hal ut! (rodd upptas)[6]

### Ceremoniel vid statsbesök
| ”                                                       | Vid ankomst med fartyg skall följande genomföras: Eskort av marinen, embarkering av kungaslupen Vasaorden för transport till kaj, som regel nedanför Nationalmuseum eller Logårdstrappan, salut, paradering, kortege genom staden, välkomstceremoni på Kungl Slottets inre borggård samt paradering inne i slottet. Om ankomsten sker till Logårdstrappan äger inte kortege genom staden rum. | „ |
| – Ceremonireglemente för försvarsmakten, CerR FM2, 1983 | |   |

## Galleri

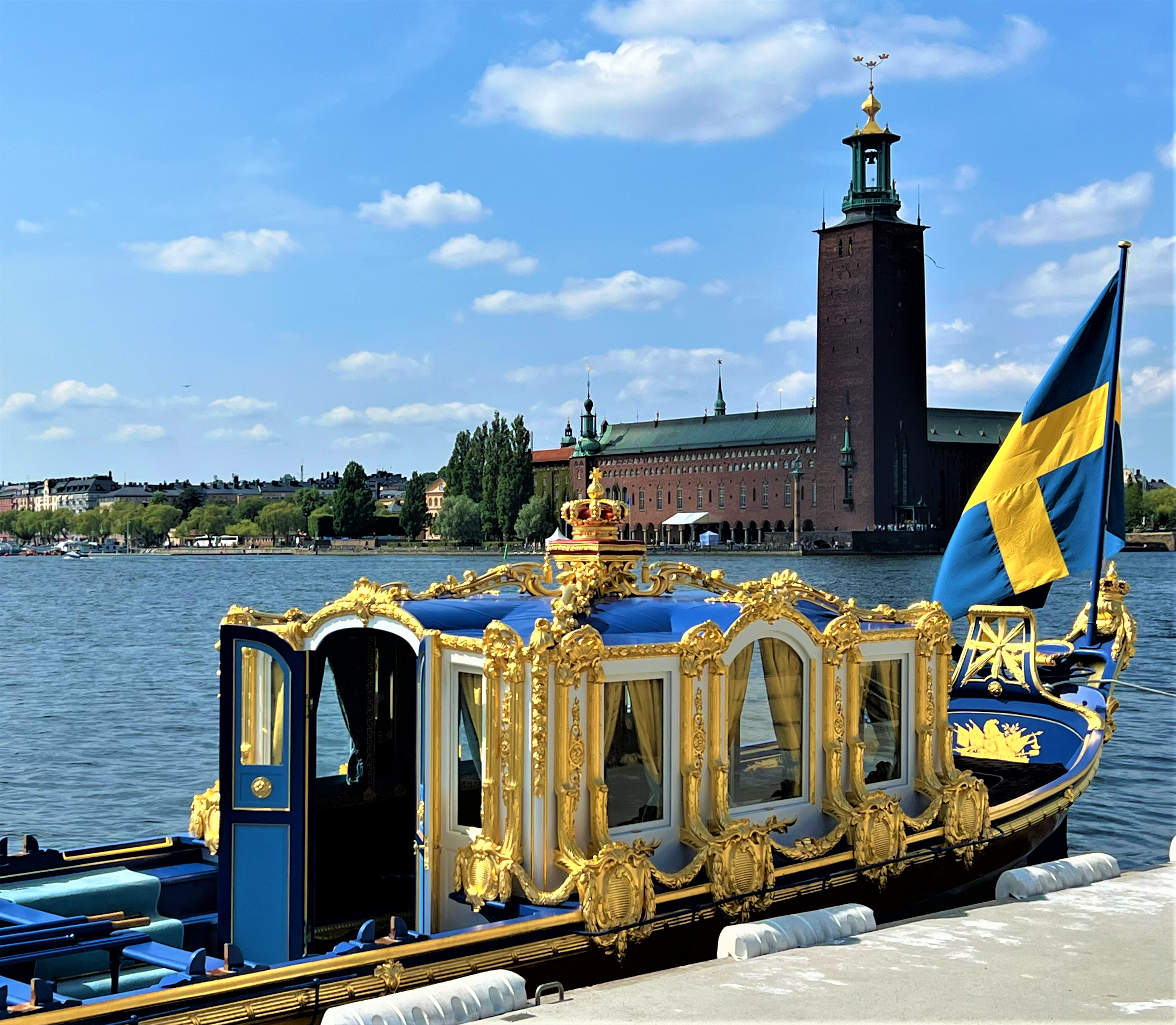
Salen. I bakgrunden Stockholms stadshus
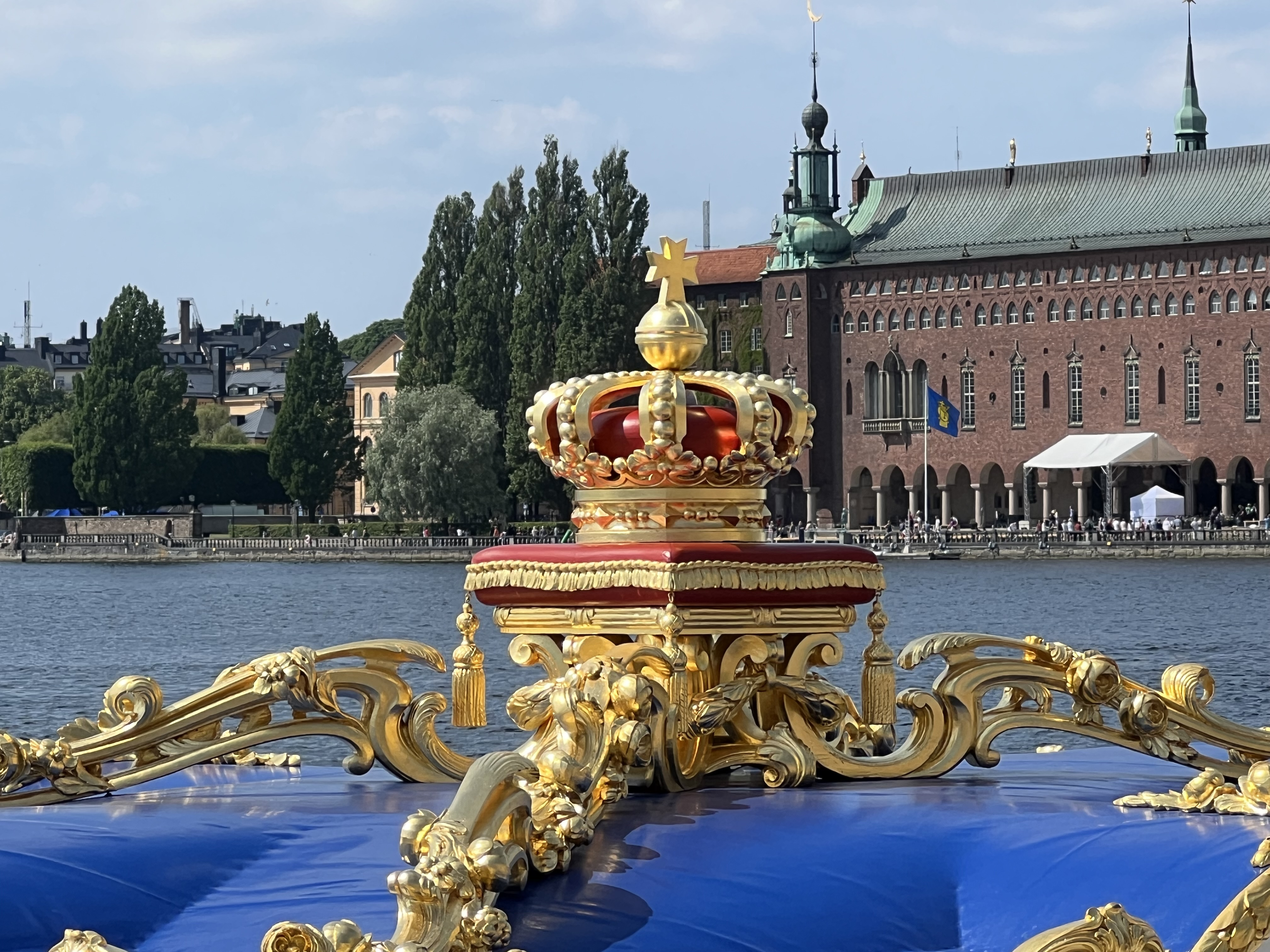
Takdetaljer
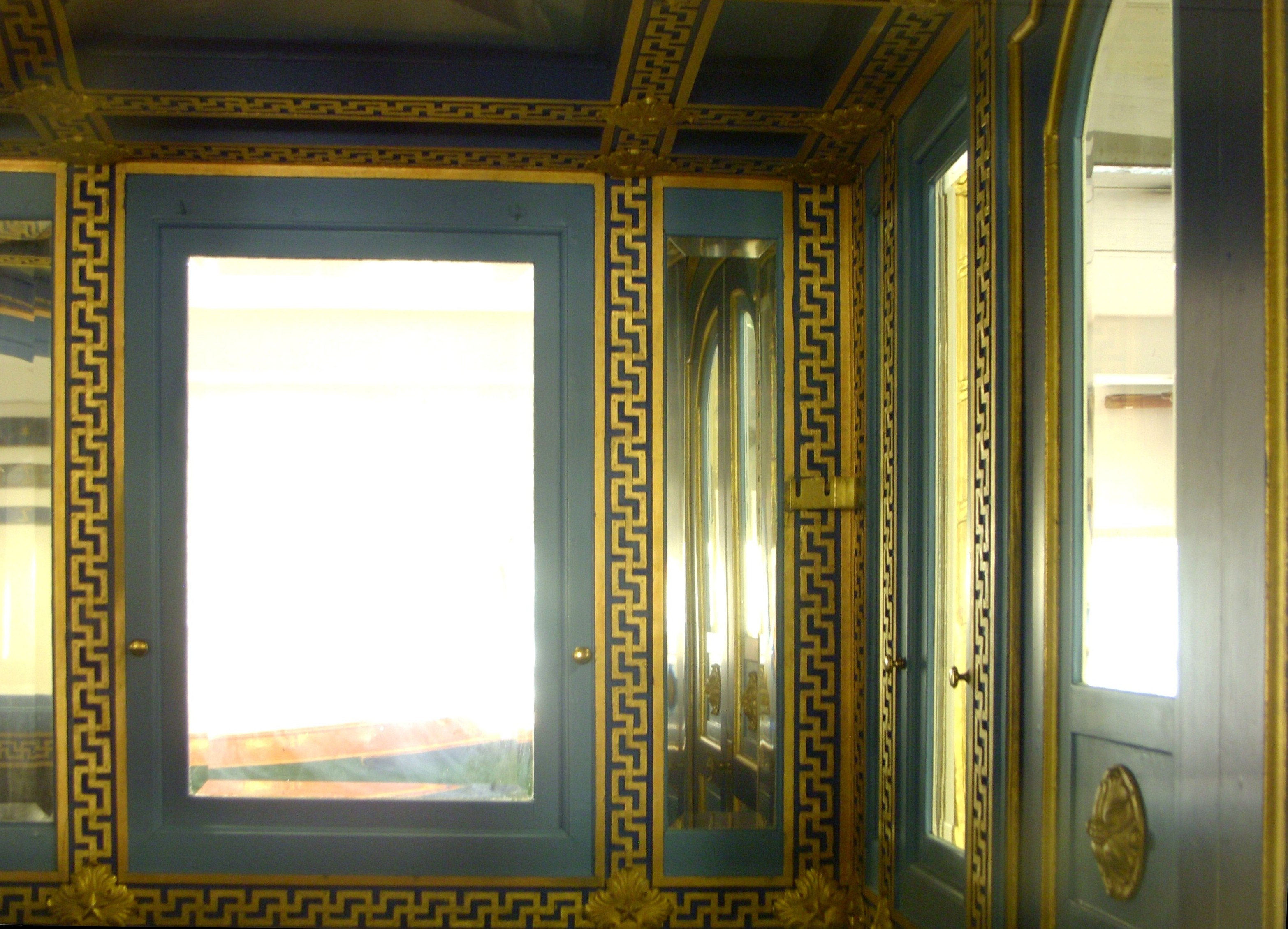
Interiör
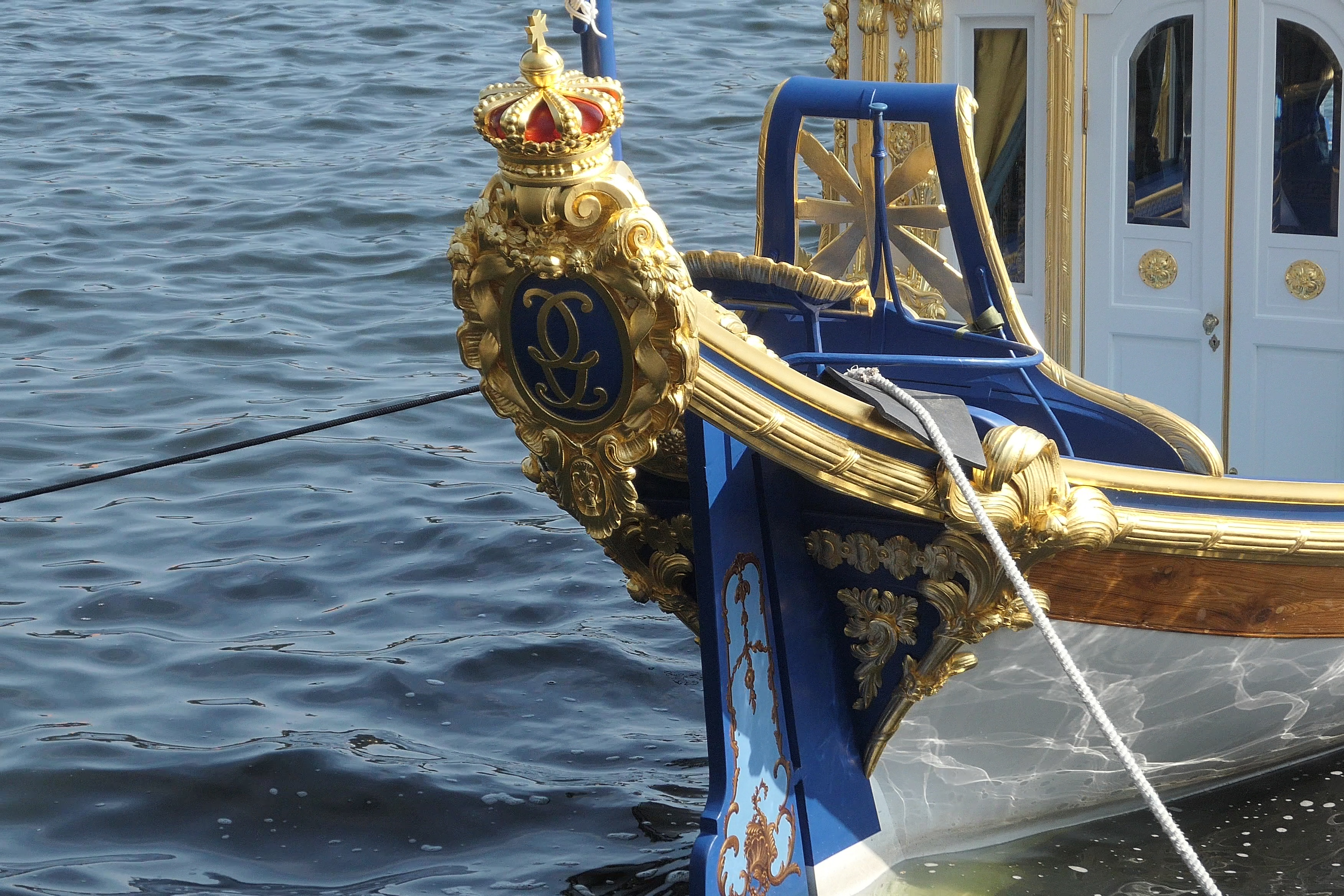
Aktern
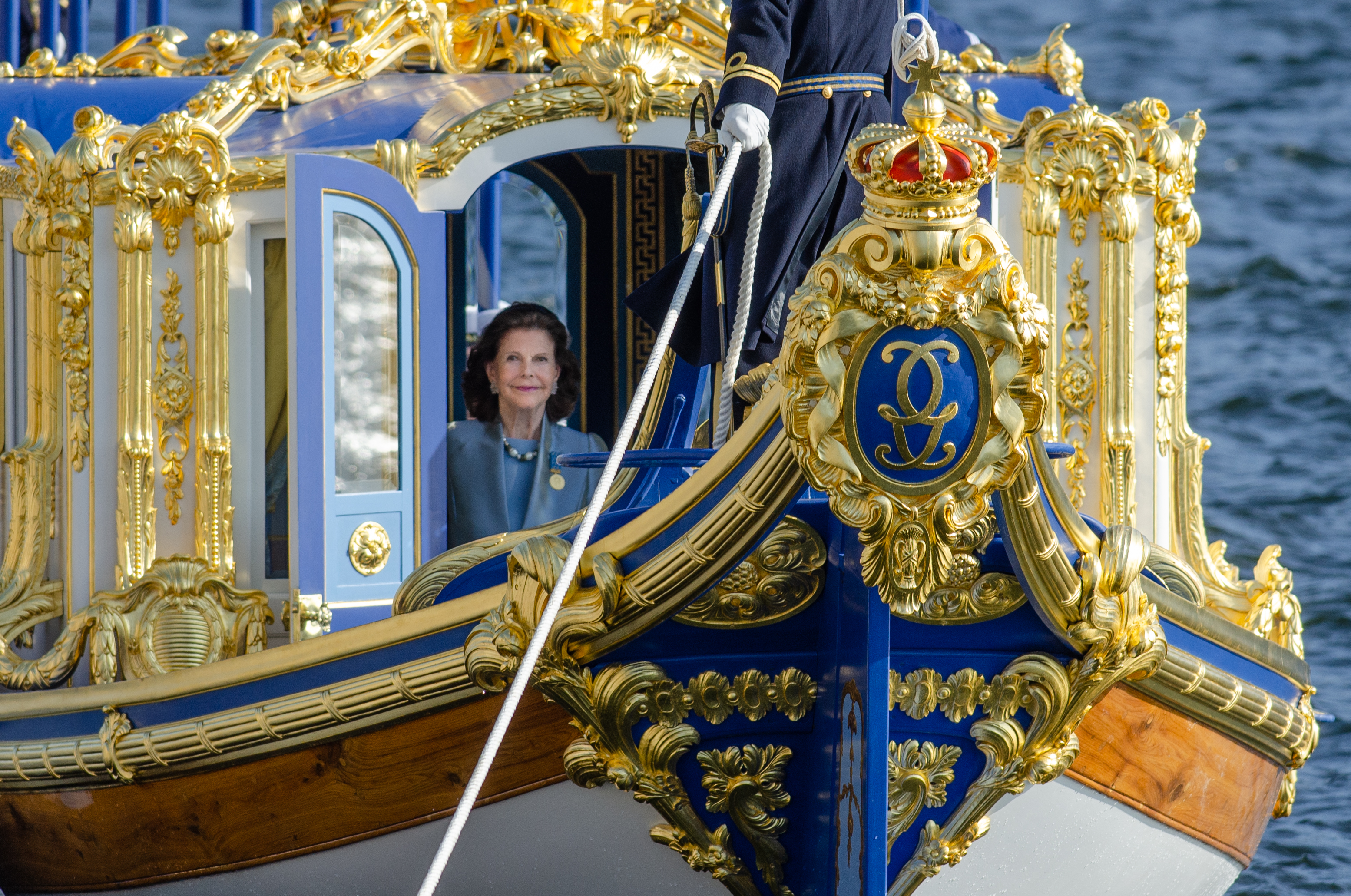
Aktern med passageraren drottning Silvia.